# 图赖讷地区苏维尼
图赖讷地区苏维尼（法語：Souvigny-de-Touraine，法語發音：[suviɲi də tuʁɛn]）是法国安德尔-卢瓦尔省的一个市镇，位于该省东部，和卢瓦-谢尔省接壤，属于图尔区。

## 地理
图赖讷地区苏维尼（47°24'41"N, 1°5'22"E）面积26.18 平方千米，位于法国中央-卢瓦尔河谷大区安德尔-卢瓦尔省，该省份为法国中西部省份，北起萨尔特省、东北接卢瓦-谢尔省，东南接安德尔省，南至维埃纳省，西临曼恩-卢瓦尔省。
与图赖讷地区苏维尼接壤的市镇（或旧市镇、城区）包括：图赖讷地区希赛、昂布瓦斯、沙尔热、舍农索、希索、图赖讷地区锡夫赖、莫讷、圣雷格勒、大瓦利耶尔。
图赖讷地区苏维尼的时区为UTC+01:00、UTC+02:00（夏令时）。

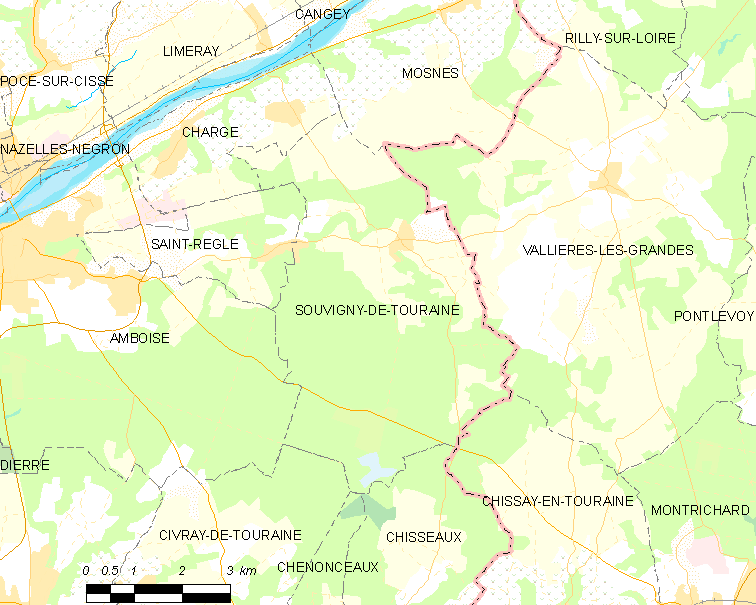
图赖讷地区苏维尼的OSM定位图

## 行政
图赖讷地区苏维尼的邮政编码为37530，INSEE市镇编码为37252。

## 政治
图赖讷地区苏维尼所属的省级选区为昂布瓦斯县。

## 交通
安德尔-卢瓦尔省省道D23线、D69线和D80线经过境内。

## 人口

1962-2008年间图赖讷地区苏维尼人口变化图示

图赖讷地区苏维尼于2022年1月1日时的人口数量为391人。